# صلمونة
صلمونة (بالعبرية: צַלְמֹנָה‏) هي واحدة من محطات بني إسرائيل في البرية أثناء التيه بعد خروجهم من مصر، بين جبل هور وفونون كما يظهر من النص في سفر العدد 33: 41، 42. يعتقد ي.أهاروني غير جازم أن صلمونة هي منطقة السلمانة، على بعد نحو 20 كم (12 ميلًا) شمال غرب الموقع الذي يُظن أنه فونون. كلمة «صَلْمونة» تعني «ظلّ الملك».